# Флаг Отрадненского района
Флаг муниципального образования Отра́дненский район Краснодарского края Российской Федерации — опознавательно-правовой знак, служащий официальным символом муниципального образования.
Флаг утверждён 18 апреля 2005 года и внесён в Государственный геральдический регистр Российской Федерации с присвоением регистрационного номера 1881.

## Описание
«Флаг Отрадненского района представляет собой прямоугольное жёлтое полотнище с отношением ширины к длине 2:3, воспроизводящее посередине фигуры герба: бьющий голубой фонтан о двух струях, над ним красный с чёрной сердцевиной горицвет на зелёном стебле с листьями».

## Обоснование символики
Флаг района разработан на основании герба, который отражает уникальные природные особенности Отрадненской земли. Здесь растёт множество редких видов растений, о чём говорит изображение цветка горицвета, растущего только в предгорьях Кавказа.
Голубой фонтан указывает на источники минеральных вод, известные своими целебными свойствами по всей стране.
Жёлтое (золотое) полотнище символизирует развитое сельскохозяйственное производство в районе. Также жёлтый цвет аллегорически показывает Отрадненский район как самый восточный в Краснодарском крае, жители которого одни из первых в крае встречают рассвет. В геральдике жёлтый цвет (золото) — символ богатства, урожая, почёта, стабильности.
Красный цвет — символ красоты, праздника, труда, мужества.
Зелёный цвет символизирует природу, весну, развитие, жизнь, здоровье.
Голубой цвет — символ чести, добродетели, истины.
Чёрный цвет — символ мудрости, покоя, скромности, свободы.

## См. также

Флаги муниципальных образований Отрадненского района
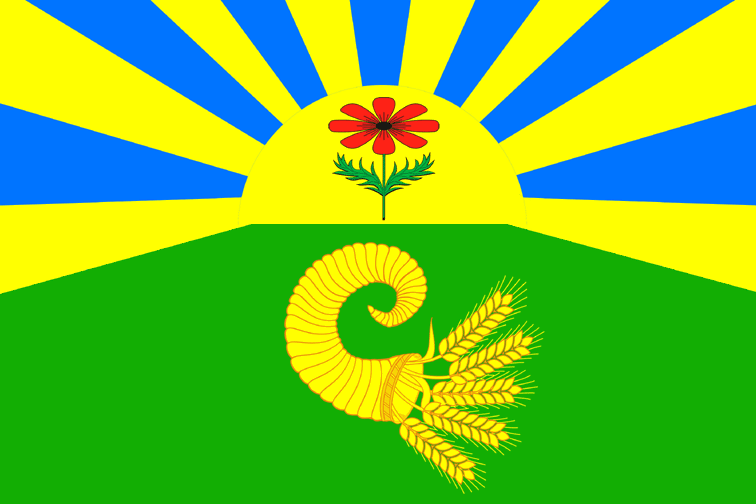
Флаг Благодарненского сельского поселения
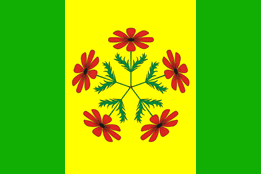
Флаг Красногвардейского сельского поселения
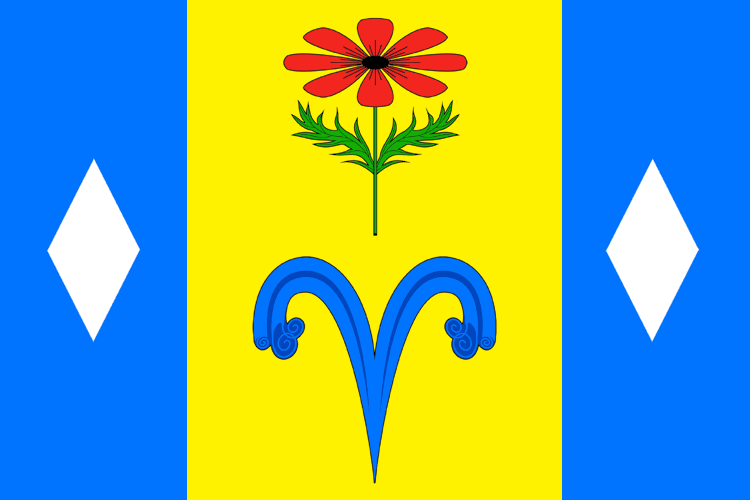
Флаг Малотенгинского сельского поселения
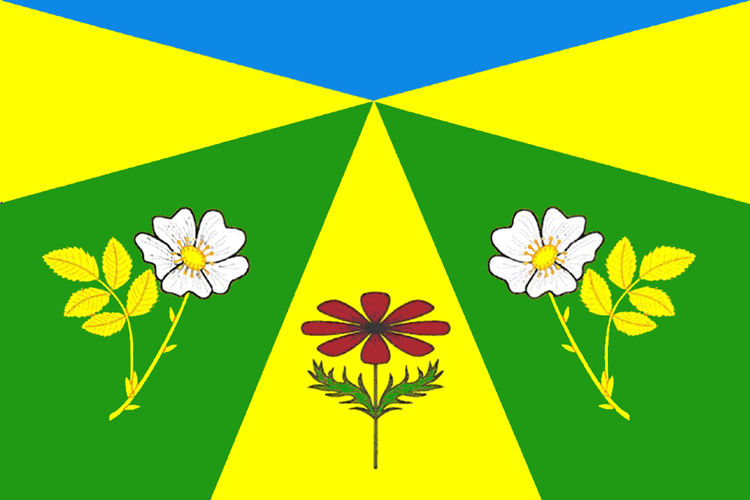
Флаг Маякского сельского поселения
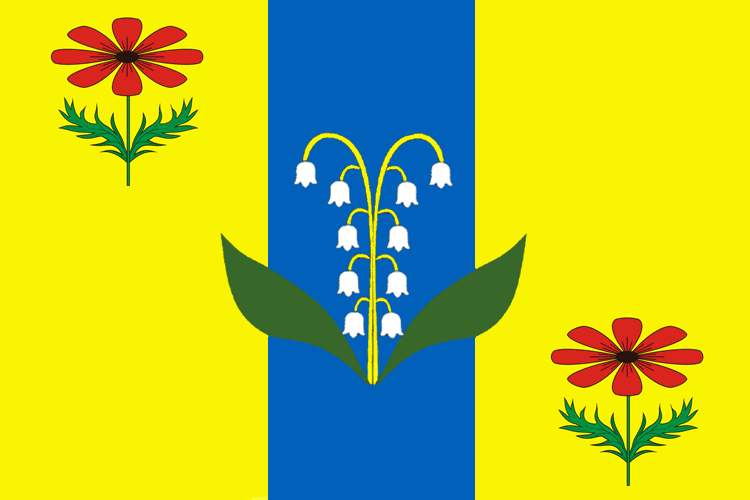
Флаг Надежненского сельского поселения
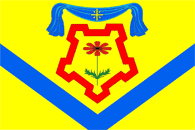
Флаг Отрадненского сельского поселения
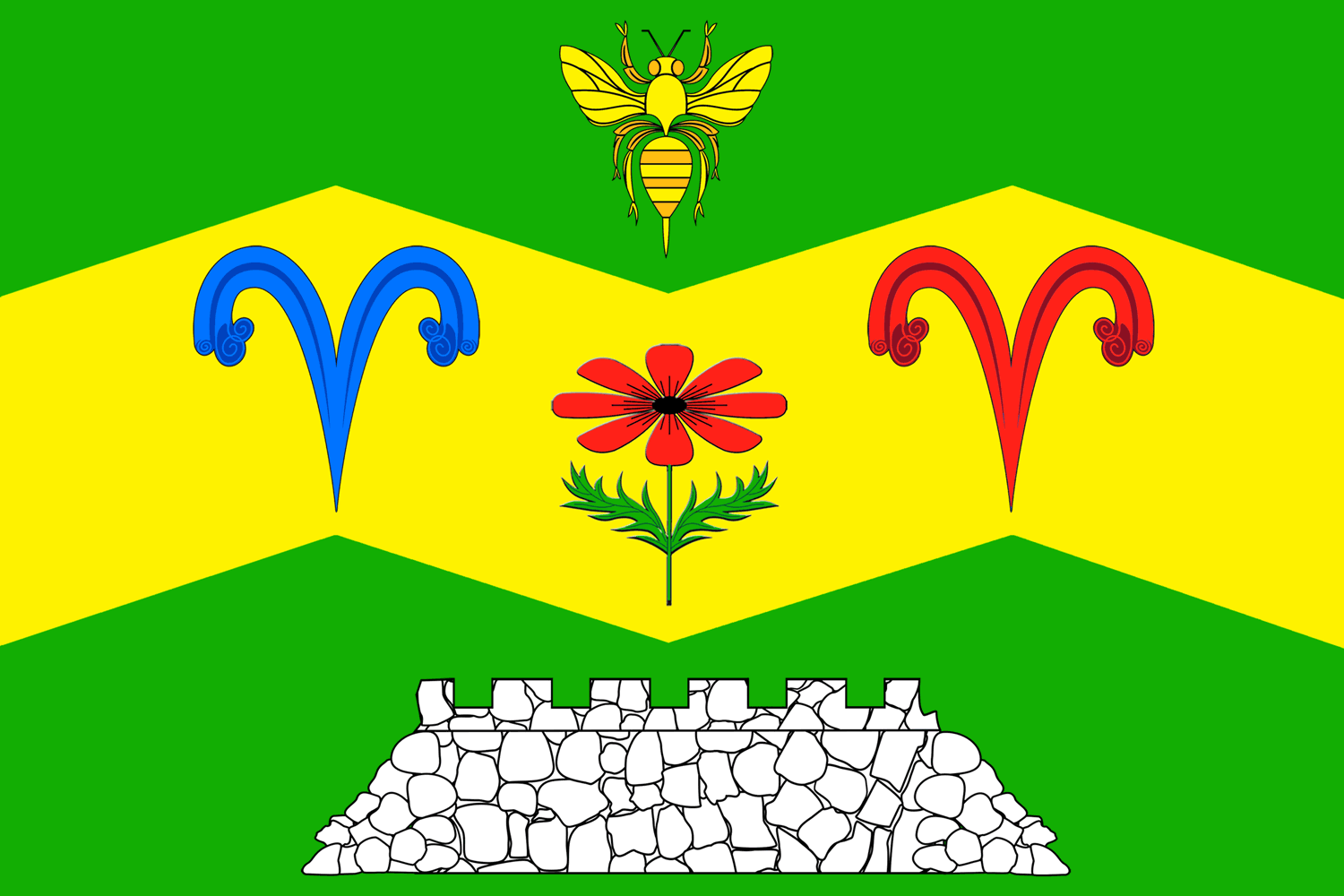
Флаг Передовского сельского поселения
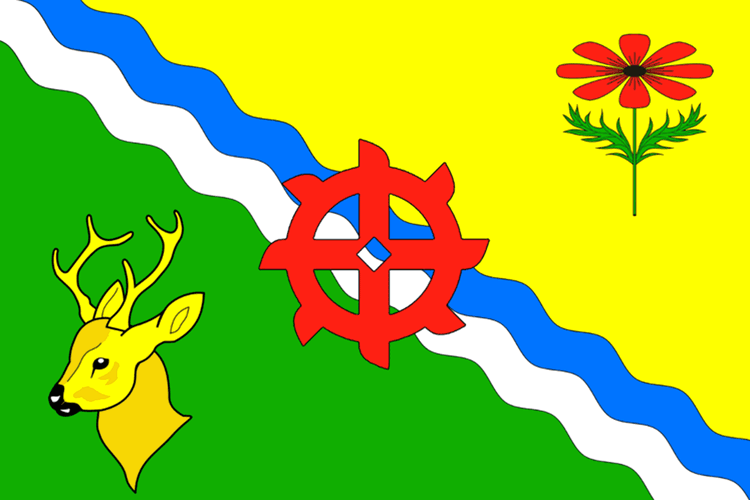
Флаг Подгорненского сельского поселения
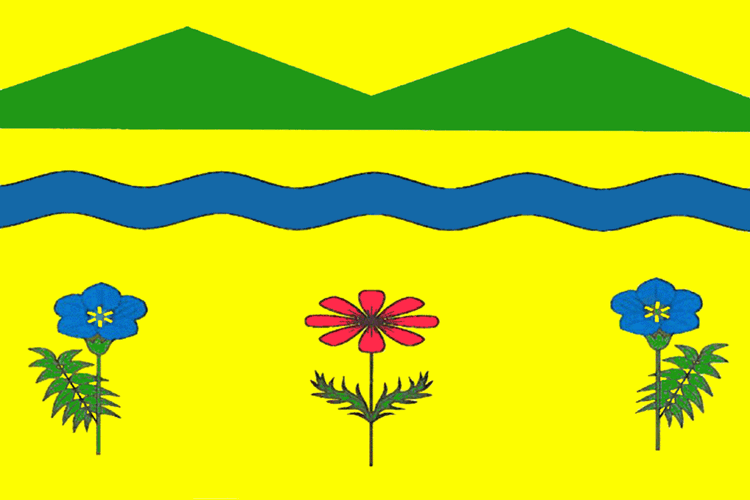
Флаг Подгорносинюхинского сельского поселения
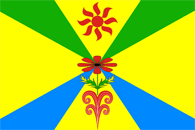
Флаг Попутненского сельского поселения
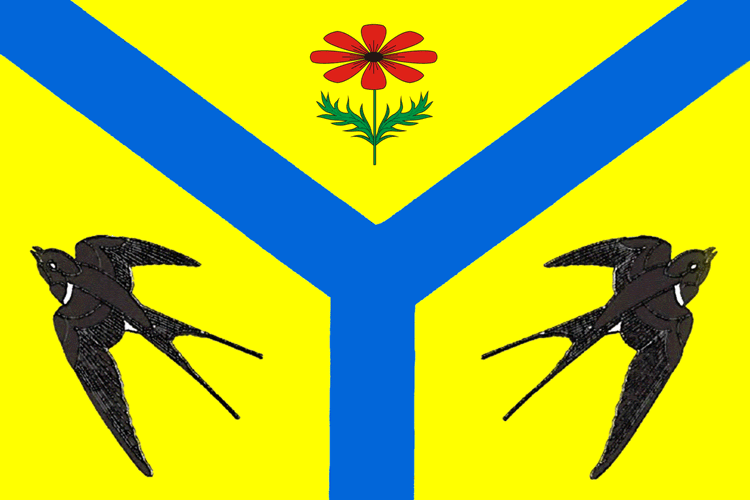
Флаг Рудьевского сельского поселения
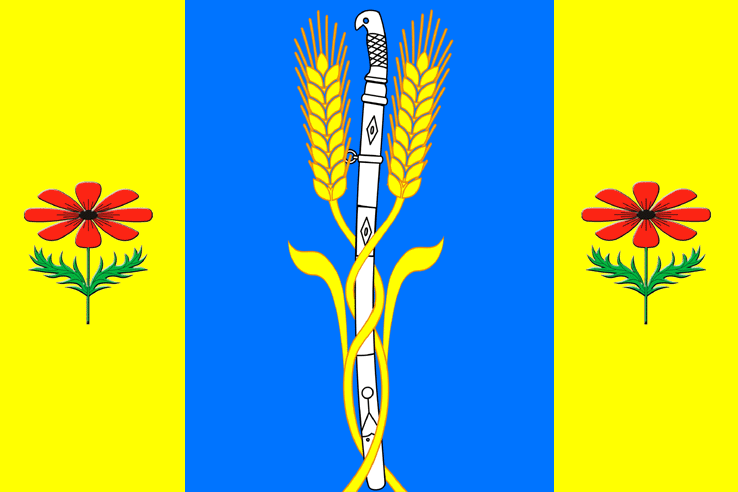
Флаг Спокойненского сельского поселения
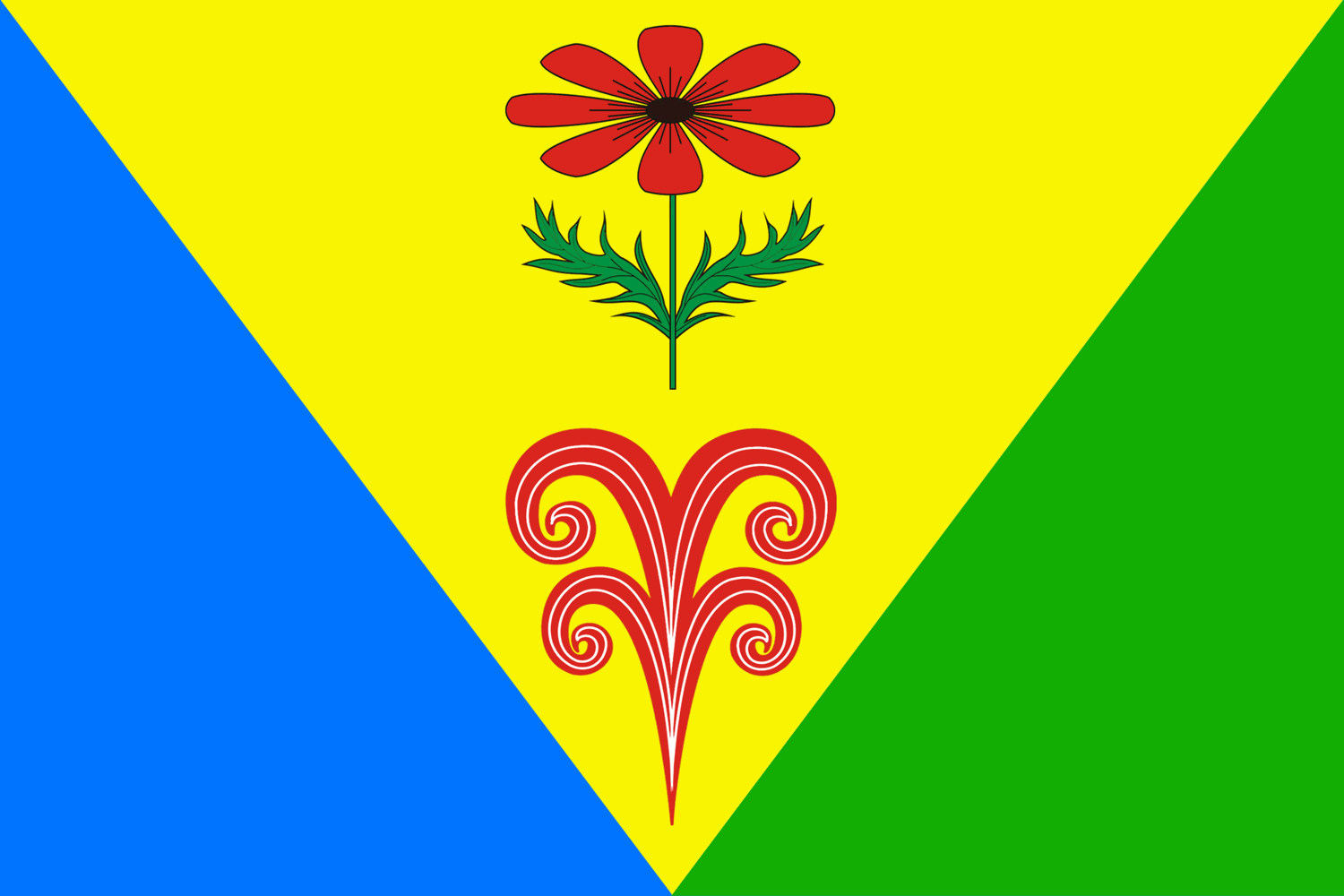
Флаг Удобненского сельского поселения